# カーボナード
カーボナードあるいはカーボネード (carbonado) は、天然の多結晶ダイヤモンド。ダイヤモンドの微細な結晶が緻密に集積した鉱物の変種である。黒色ダイヤモンドあるいはブラックダイヤモンド (black diamond) ともいう。
バラス (ballas)、ボルツあるいはボーツ (bort, boart) ともいうが、粒状結晶からなるものをカーボナード、針状結晶からなるものをバラスと区別することもある。ボルツは、ダイヤモンドの研磨くずを意味することもある。
色は黒色、暗灰色、濃褐色など。へき開がないので、単結晶ダイヤモンドと違い非常に割れにくい。ただし、結晶の大きさや性質により、品質にはばらつきが大きい。
中央アフリカ共和国、ブラジルなどで産する。産出量は少なく高価だが、宝飾用の需要が少ないため、単結晶ダイヤモンドに比べれば安価である。
カーボナードを模して、ダイヤモンドの微小結晶を焼結させた人工素材ダイヤモンド焼結体 (PCD = polycrystalline diamond) があり、安価で品質が一定しているので工業用に広く使われている。